# Boysetsfire
Boysetsfire é uma banda de post-hardcore/hardcore melódico fundada em Newark, Estados Unidos, em 1994.  Duas de suas canções, "Rookie" e "Handful of Redemption" figuraram na trilha sonora do jogo eletrônico 1080° Avalanche, para Nintendo Game Cube.

## Membros
- Nathan Gray - vocal, teclado (1994 - atualmente)
- Josh Latshaw - guitarra, vocal (1994 - atualmente)
- Chad Istvan - guitarra, vocal, piano, teclado (1994 - atualmente)
- Robert Ehrenbrand - baixo, vocal (2004 - 2011 , 2013 - atualmente)
- Chris Rakus - baixo (2013 - atualmente)

### Membros antigos
- Darrell Hyde - baixo (1994 - 1999)
- Rob Avery - baixo (1999 - 2004)
- Marc Krupanski - baixo (2011 - 2013)
- Matt Krupanski - bateria (1994 - 2013)

## Discografia

### Álbuns
- 1997 - The Day the Sun Went Out CD/LP
- 2000 - After the Eulogy CD/CS/LP
- 2003 - Tomorrow Come Today CD/DVD
- 2006 - The Misery Index: Notes from the Plague Years CD/DVD
- 2013 - While a Nation Sleeps...
- 2015 - Boysetsfire

### Outros lançamentos
- 1996 - Consider (7")
- 1996 - This Crying, This Screaming, My Voice Is Being Born (CD/LP released as a split with jazz man's needle)
- 1998 - In Chrysalis (EP)
- 1999 - Snapcase vs. Boy Sets Fire (Split EP)
- 2000 - Crush 'Em All Vol. 1 (Boy Sets Fire / Shai Hulud split 7")
- 2000 - Coalesce / Boy Sets Fire (split EP)
- 2001 - Suckerpunch Training (EP/ 7")
- 2002 - Live for Today (EP/LP)
- 2005 - Before the Eulogy (B-sides and rarities CD)
- 2013 - "Bled dry"
- 2014 - "Split 7" (Boysetsfire/Funeral Of A Friend)
- 2015 - "Split 10" (Boysetsfire/KMPFSPRT)

### Vídeos
- 2003 - Last Year's Nest
- 2005 - Dear George
- 2006 - Requiem
- 2013 - Bled Dry
- 2013 - Closure
- 2013 - Never Said